# Fast Times at Barrington High
Fast Times at Barrington High is het derde studioalbum van The Academy Is..., dat is uitgekomen op 18 augustus 2008. De titel van het album verwijst naar de film Fast Times at Ridgemont High en de school waar zanger William Beckett en bassist Adam T. Siska op zaten

## Tracklist
1. "About a Girl" - 3:30
2. "Summer Hair = Forever Young" - 3:39
3. "His Girl Friday" - 3:41
4. "The Test" - 3:29
5. "Rumored Nights" - 3:45
6. "Automatic Eyes" - 3:26
7. "Crowded Room" - 3:07
8. "Coppertone" - 3:18
9. "After the Last Midtown Show" - 5:13
10. "Beware! Cougar!" - 3:38
11. "Paper Chase" - 3:30
12. "One More Weekend" - 3:43

### Bonus tracks
1. "Every Burden Has a Version" (iTunes bonustrack)
2. "Sodium" (iTunes bonustrack)
3. "About a Girl" (Acoustic version) (iTunes bonustrack)

## Singles
| About a Girl | 2008 |  |